# 2008 في اليابان
فيما يلي قوائم الأحداث التي وقعت خلال عام 2008 في اليابان.

## سياسة

### تعيين في المنصب
- 2 أغسطس – ساداكازو تانيغاكي Minister of Land, Infrastructure, Transport and Tourism [الإنجليزية]‏.
- 24 سبتمبر – تارو أسو رئيس وزراء اليابان.
- 24 سبتمبر – هيروفومي ناكاسوني وزير الشؤون الخارجية [الإنجليزية]‏.

### انتهاء فترة المنصب
- 24 سبتمبر – ساداكازو تانيغاكي Minister of Land, Infrastructure, Transport and Tourism [الإنجليزية]‏.
- 24 سبتمبر – ياسو فوكودا رئيس وزراء اليابان.

## رياضة
- 1 يناير – كأس العالم للأندية 2008 الفائز مانشستر يونايتد.
- 12 أكتوبر – جائزة اليابان الكبرى 2008 الفائز فرناندو ألونسو.

## ظهور
- 1 يناير – مومويرو كلوفر زد

## أفلام
من الأفلام التي صدرت هذه السنة في اليابان:
- 1 يناير – التعرض للحب من إخراج سيون سونو.
- 1 يناير – العمى من إخراج فرناندو ميريليس.
- 1 يناير – إل يغير العالم من إخراج هيديو ناكاتا.
- 1 يناير – بليتش: التلاشي إلى الأسود من إخراج نوريوكي أبيه.
- 19 أبريل – المحقق كونان: لحن كامل من الرعب من إخراج ياسويشيرو ياماموتو.
- 19 يوليو – بونيو من إخراج هاياو ميازاكي.
- 23 أغسطس – أوكوريبيتو من إخراج يوجيرو تاكيتا.

## برامج ومسلسلات وأنمي
- الدراج المقنع كيفا

## كتب
من الكتب التي صدرت هذه السنة في اليابان:
- 1 يناير – خلاص قديس من تأليف كيغو هيغاشينو.

## وفيات

### يونيو
- 2 يونيو – كين ناجوناما (مواليد 1930) لاعبو كرة قدم يابانيون.

### يوليو
- 10 يوليو – يوجي توتسوكا (مواليد 1942) فيزيائي ياباني.

### أكتوبر
- 5 أكتوبر – كين اوغاتا (مواليد 1937) ممثل ياباني.

### نوفمبر
- 10 نوفمبر – كيوشي إيتو (مواليد 1915) رياضياتي ياباني.